# Deruta
Derùta è un comune italiano di 9 518 abitanti della provincia di Perugia, noto per la produzione delle ceramiche artistiche. Posto su una collina situata a 15 chilometri da Perugia e a 150 da Roma, è inserito fra i borghi più belli d'Italia.

## Geografia fisica
- Classificazione climatica: zona D, 2013 GR/G

Deruta fa parte della Comunità Montana Monti del Trasimeno.

## Origini del nome
L'origine più probabile del toponimo è il latino díruta, participio passato di diruere, ovvero: abbattuta, rovinata e franosa, scoscesa. Da queste ultime accezioni sembra aver avuto origine il nome Déruta.

## Storia
Le origini di Deruta rimangono in parte oscure. Lo storico e annalista Felice Ciatti (1592-1642) ipotizza che la città sia stata fondata dai perugini in fuga in seguito all'incendio di Perugia, atto finale del Bellum Perusinum (41-40 a. C.), per il Ciatti il toponimo deriverebbe quindi dal latino diruo ("distruggere"), da cui Diruta ("distrutta"). Della stessa opinione è lo storico Cesare Caporali (1531-1601), che troverebbe conferma di questa origine nel toponimo di Perugia Vecchia, località presso la frazione derutese di Castelleone. L'umanista Flavio Biondo, che tuttavia cita Deruta ("Dopo che il fiume Chiascio si getta nel Tevere, dapprima, non lontano dal Tevere, giace la cittadina di Deruta, vivacemente popolata"), contesta il Caporali affermando che tale nome non compare nel catasto della città prima del XVII secolo (come mai? v. Discussione), dunque non collegandola al Bellum Perusinum.
Molti hanno tentato, nel corso dei secoli, ipotesi sulla derivazione del toponimo, tra cui Ruta, Rupta, Druida.
Sicuramente è sempre stata un valido baluardo di Perugia a sud, verso Todi. Di questo ruolo è tuttora testimonianza l'aspetto di castello fortificato, che il centro storico conserva.
Numerose sono le testimonianze di una presenza abitativa in epoca romana, tutte confermate da resti architettonici caratteristici, come capitelli, anfore ed epigrafi, ancora oggi visibili nell'atrio del Municipio. Dal ritrovamento di un frammento di lastra decorativa dell'VII secolo, si può risalire alla presenza di un borgo fiorente ed operativo già nell'Alto Medioevo.
Verso l'anno mille, l'Imperatore Ottone III cedette il paese ad alcuni nobili germanici, conferendo loro il titolo di Nobiles de Deruta. Nel XIII secolo Deruta ha un proprio Statuto (andato perduto), seguìto nel 1456 da un nuovo documento in volgare. Quest'ultimo prevede la presenza nel castello, oltre che di un podestà inviato da Perugia, di quattro boni omini, eletti tra gli abitanti. Le continue pestilenze della seconda metà del Quattrocento sterminarono la popolazione, tanto da comportare una riduzione della cinta muraria.
Durante la Guerra del sale (1540), Deruta, dopo essersi schierata contro il Papa, consegnò addirittura le chiavi del paese a Pier Luigi Farnese, capitano di ventura al soldo papale, ma nonostante ciò subì saccheggi e devastazioni. L'assoggettamento di Perugia alla Chiesa portò alla cittadina anche un lungo periodo di pace. È proprio in questi anni, che si ebbe il massimo sviluppo della lavorazione della maiolica artistica, attività che, nel corso dei secoli, ha fatto conoscere Deruta nel mondo.
La sottomissione al governo pontificio durò fino al 1860, a parte due brevi interruzioni legate al dominio francese: tra il 1798 e il 1800 Deruta fu inclusa nella Repubblica Romana come quarto cantone del Dipartimento del Trasimeno e, fra il 1809 e il 1814, fece parte dell'Impero napoleonico.

### Simboli
Lo stemma che rappresenta il Comune ha avuto una storia travagliata; dapprima era rappresentato da un grande vaso di terracotta, simile al vaso mitridatico, che racchiudeva antidoti contro i veleni. Successivamente fu sostituito da una torre merlata a due ordini, sovrastata da una pianta di ruta. A seguito dell'unione con la città di Perugia, apparve anche il grifo (simbolo comunale del capoluogo), coronato all'antica, accostato alla torre dello stemma.
Lo stemma è stato riconosciuto con DCG del 13 luglio 1943. Il gonfalone è un drappo di rosso.

## Monumenti e luoghi d'interesse

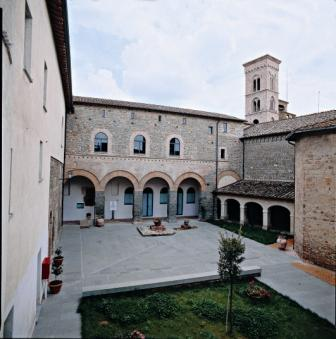
Veduta del chiostro della Chiesa di San Francesco

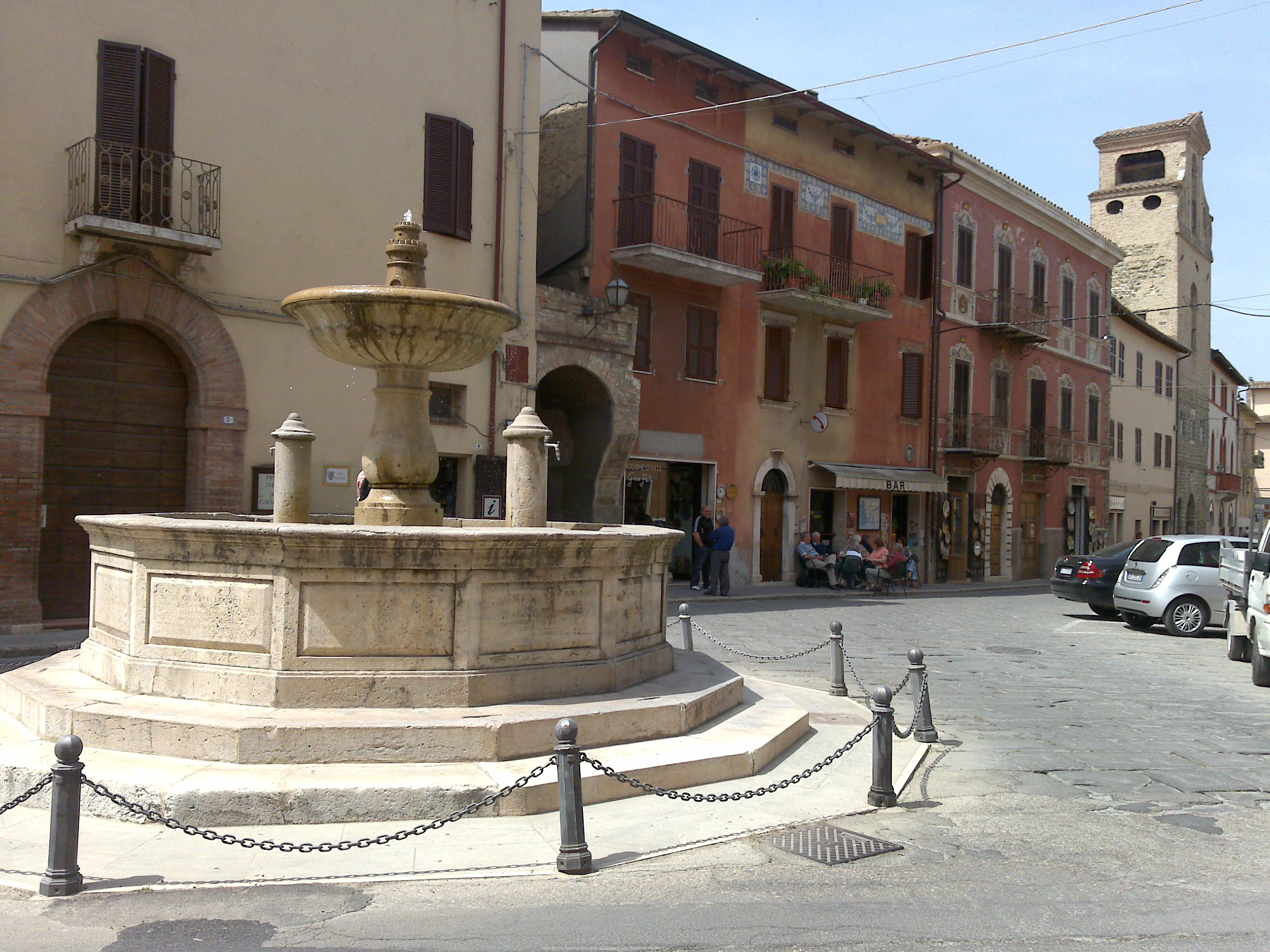
Piazza dei Consoli

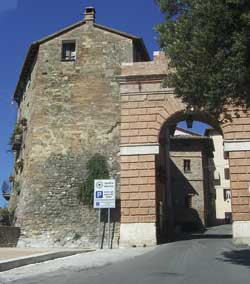
Porta di Sant'Angelo

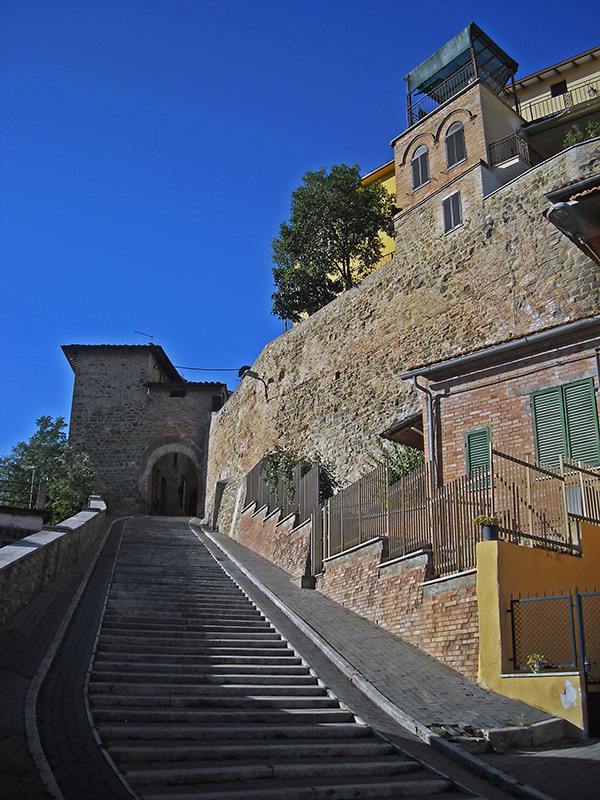
La Porta Tuderte o del Borgo o del Cerro

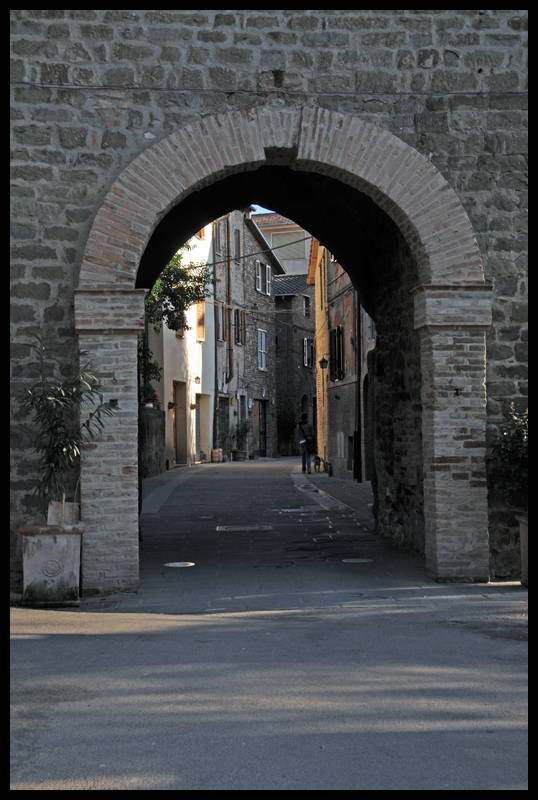
La Porta Perugina o della Valle

### Architetture religiose
- Chiesa di San Francesco da cui proviene l'affresco del Perugino: Padre Eterno con i santi Rocco e Romano
- Chiesa di Sant'Antonio Abate con affreschi di Bartolomeo Caporali e Giovanni Battista Caporali
- Santuario della Madonna del Bagno con oltre 700 ex voto in maiolica.
- Chiesa di Sant'Angelo dal quale proveniva il Pavimento della Chiesa di San Francesco.
- Chiesa della Madonna della Cerasa o del Divino Amore, ubicata nella Valle.
- Chiesa di Sant'Anna ubicata nel Borgo.
- Chiesa della Madonna delle Piaggie che si trova lungo la via Tiberina.
- Chiesa di Santa Maria di Roncione posizionata nei pressi del paese.
- Chiesa della Madonna del Fanciullo nella vicina Fanciullata.
- Chiesa della Madonna dei Pantanelli nella vicina San Nicolò di Celle.

### Porte
- Porta Sant'Angelo è la principale porta che permette l'accesso al centro storico
- Porta Tuderte o del Borgo o del Cerro
- Porta Perugina o della Valle

### Piazze
- Piazza dei Consoli
- Piazza Benincasa su cui si affaccia la chiesa di chiesa di Sant'Antonio Abate

### Fornaci
- Fornace di San Salvatore facente parte del complesso del Museo regionale della Ceramica accessibile al pubblico.
- Ex Fornace Grazia
- Fornace di Francesco Baiano
- Fornace di Sergio Calzuola

## Società

### Evoluzione demografica
Abitanti censiti

### Etnie e minoranze straniere
Secondo i dati ISTAT al 31 dicembre 2023 la popolazione straniera residente era di 935 persone, pari all'8,21% della popolazione. 
Le nazionalità maggiormente rappresentate in base alla loro percentuale sul totale della popolazione residente erano:
- Romania 308 (3,19%)
- Albania 162 (1,68%)
- Marocco 146 (1,51%)

## Cultura

### Musei
- Pinacoteca comunale
- Museo regionale della Ceramica
- Museo della Fabbrica di maioliche Grazia
- Museo di Storia Naturale di Casalina

### Eventi
- Il 25 novembre, festa di santa Caterina d'Alessandria, patrona dei ceramisti e san Simplicio patrono della città, si svolge la festa dei ceramisti, oltre alla premiazione in chiesa dei ceramisti più anziani del paese.
- La prima domenica di settembre si svolge il Palio della Brocca, rievocazione storica con ambientazione ottocentesca, nel quale si sfidano i tre rioni Piazza, Valle e Borgo in competizioni ispirate dalla produzione tipica delle ceramiche artistiche. La manifestazione prende spunto dal documento dello storico Giuseppe Bianconi che ricorda la gestazione della costruzione della fontana e del nuovo acquedotto: "la magistratura e consiglio locale nel 1844 risolvette provvedere abbondanti acque potabili, anco perché non iscapitasse l'arte della maiolica, antico vanto del luogo ed attualmente risorsa della popolazione"[12].[chiarire con fonti terze e autorevoli la rilevanza degli eventi]

## Geografia antropica
A ridosso dell'antica cinta muraria si trova il borgo più vecchio da dove, salendo per tre porte dell'antico sistema difensivo, si accede al centro storico. La principale porta d'accesso è chiamata porta Sant'Angelo, le altre minori sono dette Porta Perugina e Porta del Borgo o Tuderte. Dal centro storico svettano le due torri civiche ed il campanile della Chiesa di San Francesco.

### Frazioni
| POS. | Località             | Abitanti | Superficie | Densità |
| ---- | -------------------- | -------- | ---------- | ------- |
| 1    | San Nicolò di Celle  | 1.103    | 4,6        | 239,78  |
| 2    | Pontenuovo           | 566      | 5,1        | 110,98  |
| 3    | Ripabianca           | 481      | 3,6        | 133,61  |
| 4    | Sant'Angelo di Celle | 424      | 4,9        | 86,53   |
| 5    | Casalina             | 298      | 4,3        | 69,30   |
| 6    | Castelleone          | 78       | 4,5        | 17,33   |
|      | Totale               | 2.850    | 27         | 105,55  |

### Il capoluogo
La cittadina di Deruta si estende per 17,51 km² e conta 6 740 abitanti, con una densità di 384,92 abitanti per km².

## Economia
L'artigianato a Deruta s'identifica con la produzione di maioliche artistiche. Il documento più antico su questa forma di arte risale al 12 agosto 1290. In questo periodo vengono prodotti oggetti d'uso comune, con scarse decorazioni; i colori dominanti sono il verde ramina ottenuto dall'ossidazione del rame e il bruno manganese.

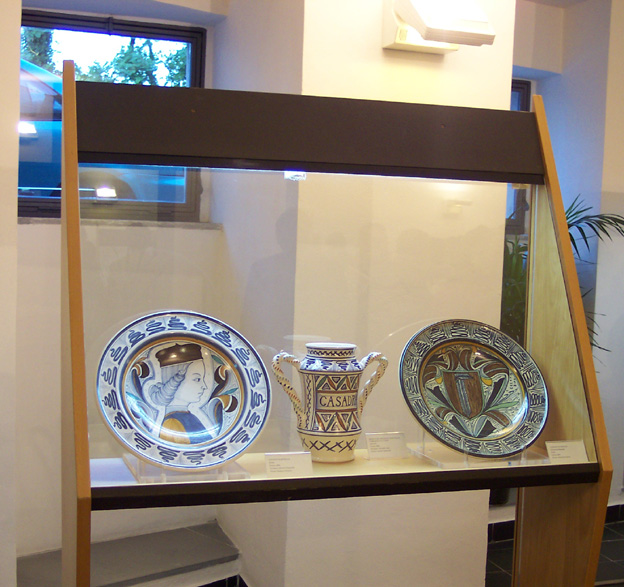
Museo regionale della Ceramica.

Nei secoli successivi la maiolica derutese raggiunge il massimo splendore, diffondendosi nel Cinquecento nelle maggiori piazze italiane: artisti come Giacomo Mancini detto El Frate e Francesco Urbini firmano opere di grande rilievo. Piatti da pompa, coppe amatorie, impagliate e stemmi nobiliari presentano un repertorio di motivi con figure femminili, scene mitologiche, battaglie e immagini sacre. La tavolozza dei colori si arricchisce con l'arancio, il blu e il giallo. Appare anche la tecnica del lustro, con riflessi dorati nelle opere di maggior pregio. Il primo pezzo a lustro, attribuito a Deruta, è datato 1501, ed è una targa a rilievo che raffigura il martirio di san Sebastiano, conservata al Victoria and Albert Museum di Londra.
Pavimenti come quello della chiesa di San Francesco a Deruta, di Santa Maria Maggiore a Spello o della sacrestia di San Pietro a Perugia sono ulteriori testimonianze della migliore produzione delle maioliche derutesi.
Nel corso dei tempi lo stile e i decori si trasformano nel "compendiario", dai tratti veloci, e nel "calligrafico", con intreccio di fiori, foglie, arabeschi, uccelli ed altri animali.
A Deruta si trovano botteghe, laboratori, fabbriche, sale di esposizione e due scuole d'arte ceramica: l'Istituto Statale d'Arte Alpinolo Magnini e la Scuola d'Arte Ceramica Romano Ranieri.

## Infrastrutture e trasporti

### Ferrovie
Deruta dispone di due stazioni ferroviarie entrambe sulla Ferrovia Centrale Umbra:

### Strade
Il comune è costeggiato dalla SS 3 bis.

## Amministrazione
| Nº             | Primo cittadino | Primo cittadino | Primo cittadino    | Mandato          | Mandato          | Partito                                                    | Carica                                     |                |
| Nº             | Primo cittadino | Primo cittadino | Primo cittadino    | Inizio           | Fine             | Partito                                                    | Carica                                     |                |
| Sindaci eletti | Sindaci eletti  | Sindaci eletti  | Sindaci eletti     | Sindaci eletti   | Sindaci eletti   | Sindaci eletti                                             | Sindaci eletti                             | Sindaci eletti |
| -------------- | --------------- | --------------- | ------------------ | ---------------- | ---------------- | ---------------------------------------------------------- | ------------------------------------------ | -------------- |
| 1              |                 |                 | Orlando Monicchi   | 29 luglio 1985   | 30 luglio 1990   | Partito Socialista Italiano                                | Sindaco eletto con il 56,31% dei voti.     |                |
| 2              |                 |                 | Alvaro Verbena     | 31 luglio 1990   | 20 luglio 1993   | Partito Comunista Italiano                                 | Sindaco eletto con il 52,43% dei voti.     |                |
| 3              |                 |                 | Antonio De Bonis   | 21 luglio 1993   | 22 novembre 1993 | Commissario straordinario                                  | Commissario Prefettizio                    |                |
| 4              |                 |                 | Remo Patacca       | 23 novembre 1993 | 16 novembre 1997 | Deruta per tutti                                           | Sindaco eletto con il 59,41% dei voti.     |                |
| 5              |                 |                 | Mauro Mastice      | 17 novembre 1997 | 27 maggio 2002   | Partito Democratico della Sinistra-Democratici di Sinistra | Sindaco eletto con il 62,82% dei voti.     |                |
|                |                 |                 | Mauro Mastice      | 28 maggio 2002   | 28 maggio 2007   | Democratici di Sinistra                                    | Sindaco confermato con il 54,36% dei voti. |                |
|                |                 |                 | Alvaro Verbena     | 29 maggio 2007   | 7 maggio 2012    | Insieme per Deruta                                         | Sindaco eletto con il 64,32% dei voti.     |                |
|                |                 |                 | Alvaro Verbena     | 8 maggio 2012    | 13 giugno 2017   | Lavoro e progresso                                         | Sindaco confermato con il 70,44% dei voti. |                |
| 6              |                 |                 | Michele Toniaccini | 14 giugno 2017   | "in carica"      | Cittadini per Deruta                                       | Sindaco eletto con il 69,24% dei voti      |                |

## Sport
La storica società calcistica per eccellenza del paese è il Deruta (fondato nel 1926) che ha disputato anche il campionato di serie D. Sono presenti 3 società calcistiche: Il Real Deruta (che conta anche una squadra di calcio a 11 femminile) e il San Nicolò che militano nella prima categoria regionale e l'Atletico Sant'Angelo che milita nella seconda categoria regionale. Inoltre è presente un'ulteriore società che possiede solamente il settore giovanile: il Deruta-San Nicolò. Il basket è presente, rappresentato dell'Associazione Dilettantistica Deruta Basket, che milita nel massimo campionato regionale (C2).
Un altro sport presente a Deruta è la pallavolo, con una società costituita da una sola squadra in prima divisione di ragazze dai 14 anni in su, non solo di Deruta, ma anche di Marsciano. Queste due città hanno insieme formato la società Pallavolo Media Umbria.